# Nemeskisfalud
Nemeskisfalud je vas na Madžarskem, ki upravno spada pod podregijo Marcali Šomodske županije.